# Villadose
Villadose é uma comuna italiana da região do Vêneto, província de Rovigo, com cerca de 5.248 habitantes. Estende-se por uma área de 32 km², tendo uma densidade populacional de 164 hab/km². Faz fronteira com Adria, Ceregnano, Rovigo, San Martino di Venezze.

## Demografia
| Variação demográfica do município entre 1861 e 2011                               |
|                                                                                   |
| Fonte: Istituto Nazionale di Statistica (ISTAT) - Elaboração gráfica da Wikipedia |